# قوات الحرس الجمهوري (مصر)
الحرس الجمهوري المصري هو أحد أفرع القوات المسلحة المصرية ويتبع رئيس الجمهورية مباشرة طبقاً لقرار رئيس الجمهورية رقم 73 لسنة 1989. أسس على يد الفريق الليثي ناصف ويعتبر أحد قوات النخبة في الجيش ولكنّه لا يتلقى تعليماته من قيادة القوات المسلحة (إلّا إذا أمر الرئيس قائد الحرس الجمهوري بذلك وحدث هذا بالفعل عام 1973)، بل يَتلقّى تعليماته من ضباطه فقط وأعلى قائد في هذا السلاح هو قائد قوات الحرس الجمهوري -وهو عادة ضابط برتبة لواء أو فريق- وهو لا يتلقى تعليماته سوى من رئيس الجمهورية. وعلى عكس ما يظن البعض مهمّة الحرس الجمهوري لا تنحصر في حماية رئيس الجمهورية بل في حماية النظام الجمهوري بأكمله، بما في ذلك منشآته ومؤسساته وهي لا تنحصر في قصور الرئاسة وإنما أيضا مراكز القيادة ومطارات الرئاسة بل وتمتد صلاحيتهم لحماية مؤسسات مثل مجلس الشعب والمحكمة الدستورية ومجلس الدولة أثناء الحرب.
أمّا الحراس الشخصيين للرئيس فهم عادة (وليس بالضرورة) من رجال الوحدات الخاصة بالقوات المسلحة وقوات الشرطة أيضا وهم يتبعون مؤسسة الرئاسة.

## دوره في تأمين رئيس الجمهورية

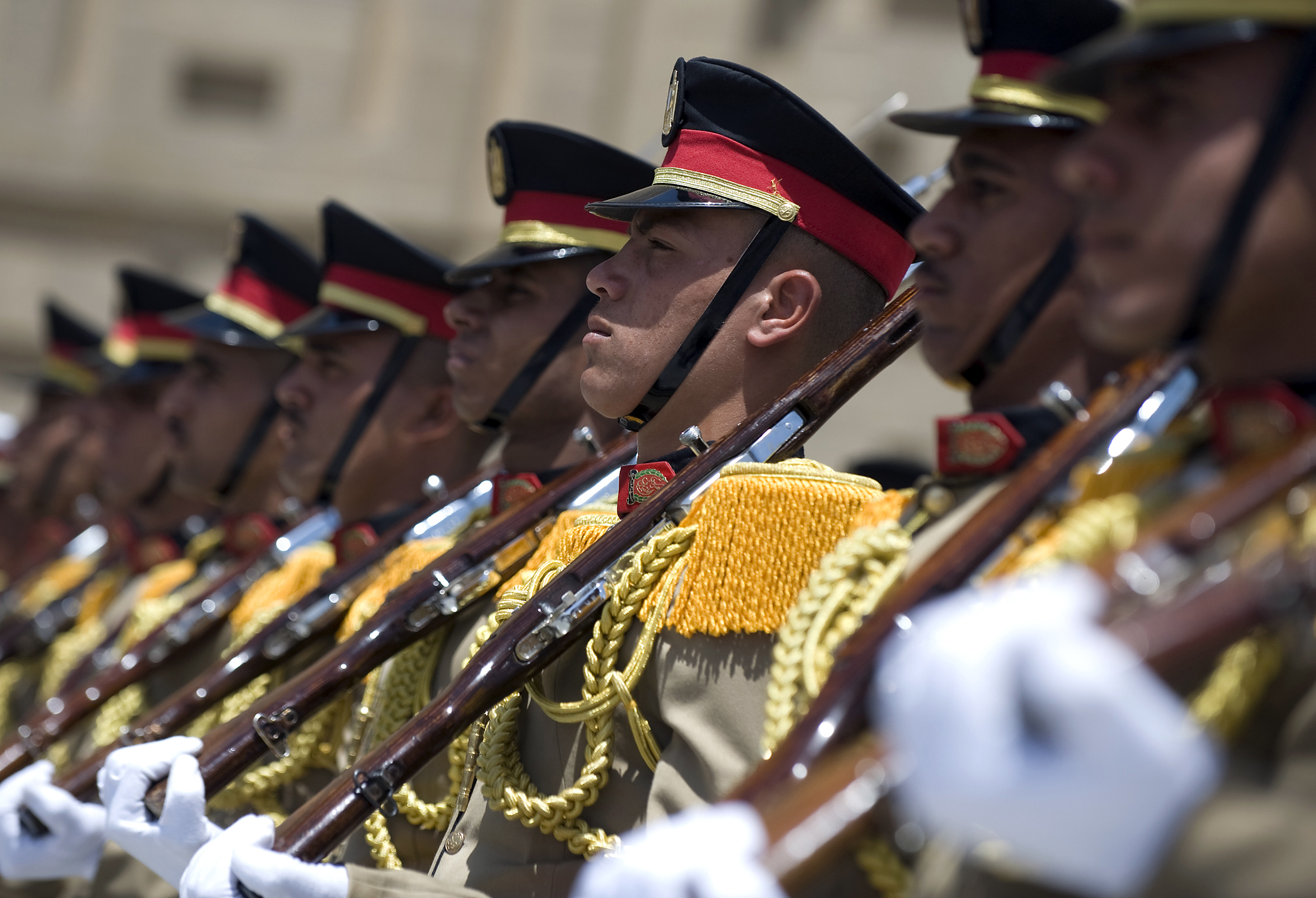
حرس الشرف المصري.

ويغطي تحركات رئيس الجمهورية في مصر مجموعة عمل تتكون من جنود الأمن المركزي التابعين لوزارة الداخلية لتأمين الطرقات الّتي يمر بها موكب الرئيس ومحيط مكان تواجده، ثم مشاة الحرس الجمهوري لتأمين مكان تواجده، ومركبات الحرس الجمهوري (عادة 4 سيارات جيب) محملة ب 16 جندي من صاعقة الحرس الجمهوري، وهم مجموعة منتقاة من جنود الصاعقة يتم إلحاقهم بقوات الحرس الجمهوري ويمكن تمييزهم ببذل الصاعقة الصفراء ذات البقع البنية وقبعات الحرس الجمهوري الزرقاء ورشاشات الـ HK-5 القصيرة، كما يسبق الموكب 8 دراجات نارية من وحدة خاصة بالشرطة العسكرية مخصصة لتأمين الرئيس ومدربة على القتال التلاحمي من على الدرجات النارية، ويلي سيارات الجيب الخاصة بالحرس الجمهوري سيارتان (واحدة أمام موكب الرئيس وواحدة خلفه) جيب سوداوين يحتويان كل منهما على 4-5 جنود من الوحدة 777 ثم تأتي 4 سيارات مرسيدس تحيط بشمال ويمين ومؤخرة ومقدمة سيارة الرئيس وتحتوي كلّ منها على 3 ضباط حراسات خاصة من طاقم الرئيس وأخيرا حارس الرئيس الشخصي وهو الضابط الوحيد الّذي يرافقه في سيارته إلى جانب السائق وأمين رئاسة الجمهورية وعادة ما يكون هو و3 آخرين من طاقم حراسته المجموعة المكلفة بحراسة الرئيس خارج حدود الجمهورية.
وانضم مؤخرا لطاقم حراسة الرئيس أيضا دورية من المروحيات الـ Mi-8 TPK وهي طائرات تصوير واستطلاع ميداني لرصد أي تهديد جوي أو صاروخي.
وهذا الطاقم المذكور أعلاه لا يتبع بالكامل رئاسة الجمهورية ولا الحرس الجمهوري ولا القوات المسلحة ولا الشرطة وحدها بل تتعاون كلّ الأجهزة في تأمين الرئيس.

## دار الحرس الجمهوري

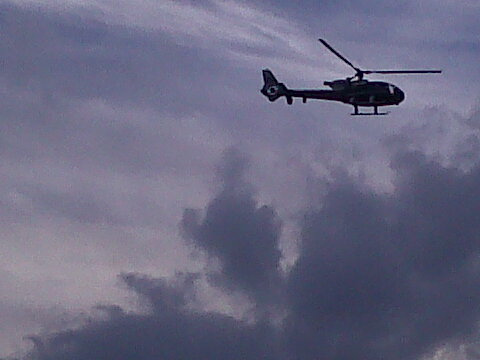
هليكوبتر للحرس الجمهوري خلال الثورة المصرية عام 2011

دار الحرس الجمهوري أو نادي الحرس الجمهوري يقع في شارع صلاح سالم بجوار عمارات العبور وهو ناد ترفيهي لضباط الحرس الجمهوري وبه قاعة أفراح تستخدم في حفلات الزفاف. شهد اعتصام خارج أسواره من قبل المؤيدين للرئيس المعزول محمد مرسي في يوليو 2013 بسبب اعتقادهم اعتقاله والتحفظ عليه داخلها. كما شهد محيطها أحداث عنف.

## قادة القوات
- لواء أركان حرب / طارق نصار (يونيو 2023 - حتى الآن).[3]
- لواء أركان حرب / مصطفى شوكت (ديسمبر 2019 - يونيو 2023).[4]
- لواء أركان حرب / أحمد علي (يونيو 2018 - ديسمبر 2019).[5]
- فريق / محمد زكي (8 أغسطس 2012 - 14 يونيو 2018).[6]
- لواء أركان حرب / نجيب عبد السلام رشوان (أبريل 2009 - 8 أغسطس 2012).[7][8][9]
- لواء أركان حرب / سامي أبو العطا دياب.[10]
- لواء أركان حرب / محمد هاني متولي.[11]
- لواء أركان حرب / حامد شعراوي ( - 2004).[12]
- لواء أركان حرب / رضا سالم.[12]
- لواء أركان حرب / صبري العدوي (2001 - ).[13]
- لواء أركان حرب / حمدي وهيبة (1999 - 2001).[14]
- لواء أركان حرب / محمود خلف (1997 - 1999).[15]
- لواء أركان حرب / مصطفي عفيفي ( - 1997).[16]
- لواء أركان حرب / مجدي حتاتة (1993 - 1995).[17]
- لواء أركان حرب / محمد حسين طنطاوي (1988 - 1990).[18]
- لواء أركان حرب / محمود سويلم ( - 1988).[19]
- لواء أركان حرب / ممدوح الزهيري.[20]
- لواء أركان حرب / محمود حسن المصري (1976 - 1984).[12]
- عميد أركان حرب / فاروق عبد السلام البحيري.[21]
- فريق / الليثي ناصف.[22]

## الزي
| البدلة اليومية | قوات شرطة الحرس الجمهوري | الزي الميداني | زي التمويه |
| البدلة اليومية | قوات شرطة الحرس الجمهوري | الزي الميداني | زي التمويه |
| -------------- | ------------------------ | ------------- | ---------- |

### القبعات
| القبعة | القبعة | القبعة |
| الضابط | العميد | القائد |
| ------ | ------ | ------ |
|        |        |        |